# Präsidentschaftswahl in Haiti 2000

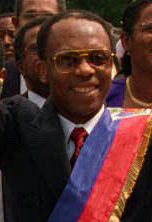
Jean-Bertrand Aristide (2000)

Die Präsidentschaftswahl in Haiti 2000 fand am 26. November 2000 statt. Jean-Bertrand Aristide wurde zum zweiten Mal und mit großer Mehrheit zum Präsidenten von Haiti gewählt. Die Oppositionsparteien hatten die Wahl boykottiert, da sie das Ergebnis der Parlamentswahl vom 21. Mai / 9. Juli des Jahres nicht anerkannten.

## Hintergrund
Aristide war bereits im Jahr 1990 erstmals zum Präsident von Haiti gewählt worden. Da die Verfassung von 1987 eine unmittelbare Wiederwahl nicht gestattete, kandidierte im Jahr 1996 der vorherige Premierminister René Préval und gewann die Wahl mit 88 % der Stimmen. Sowohl Aristide als auch Préval wurden von der Partei Fanmi Lavalas unterstützt.
Im Jahr 2000 verhinderte die Verfassung eine weitere Kandidatur von Préval, öffnete aber Aristide die Möglichkeit einer erneuten Amtszeit.
Die Organisation Amerikanischer Staaten (OAS) hatte eine Untersuchungsmission zur Überprüfung des Verlaufs und der Ergebnisse der Wahlen nach Haiti entsandt. Diese stellte fest, dass es bei der Wahl zum Senat zu Unregelmäßigkeiten gekommen war. Dies führte dazu, dass die Europäische Union und die Vereinigten Staaten die Wirtschaftshilfe für das Land bis 2005 aussetzten. Die haitianische Opposition begrüßte diese Entscheidung.
Aristide trat seine neue Amtszeit am 7. Februar 2001 an, wurde jedoch angesichts massiver gewalttätiger Unruhen gezwungen, am 29. Februar 2004 das Land zu verlassen und bis zum Jahr 2010 im Exil zu leben.

## Ergebnis
Die Wahlbeteiligung lag bei 68 Prozent der registrierten Wähler (4.245.384).
| Kandidat               | Partei        | Stimmen   | Prozent |
| ---------------------- | ------------- | --------- | ------- |
| Jean-Bertrand Aristide | Fanmi Lavalas | 2.632.534 | 91,8    |
| Arnold Dumas           | unabhängig    | 56.678    | 2,0     |
| Evan Nicolas           | UNR           | 45.441    | 1,6     |
| Serge Sylvain          | unabhängig    | 37.371    | 1,3     |
| Calixte Dorisca        | unabhängig    | 36.233    | 1,3     |
| Jacques Philippe Dorce | unabhängig    | 32.245    | 1,0     |
| Paul Arthur Fleurival  | unabhängig    | 31.100    | 1,0     |
| Gesamt                 | Gesamt        | 2.871.602 | 100     |